# 2008年のNASCARスプリントカップ・シリーズ
2008年のNASCARスプリントカップ・シリーズは、2月9日のデイトナ・インターナショナル・スピードウェイにおけるバドワイザー・シュートアウトで始まった。2008年のチェイスフォーザスプリントカップは9月14日のニューハンプシャー・モーター・スピードウェイにおけるシルヴァニア300で始まり、11月16日のホームステッド＝マイアミ・スピードウェイにおけるフォード400で締めくくられた。2005年にスプリント社とネクステル社が合併し、シリーズは今年度からスプリントカップへとその名称を変更した。

## 2008年のスケジュール
| 2008年のスプリントカップ・スケジュール   | 2008年のスプリントカップ・スケジュール      | 2008年のスプリントカップ・スケジュール         | 2008年のスプリントカップ・スケジュール | 2008年のスプリントカップ・スケジュール |
| 開催日                                   | レース                                      | 開催地                                         | ポールポジション                       | 優勝者                                 |
| ---------------------------------------- | ------------------------------------------- | ---------------------------------------------- | -------------------------------------- | -------------------------------------- |
| 2/9                                      | バドワイザー・シュートアウト                | デイトナ・インターナショナル・スピードウェイ   | カート・ブッシュ                       | デイル・アーンハートJr.                |
| 2/14                                     | ゲータレード・デュエル 1                    | デイトナ・インターナショナル・スピードウェイ   | ジミー・ジョンソン                     | デイル・アーンハートJr.                |
| 2/14                                     | ゲータレード・デュエル 2                    | デイトナ・インターナショナル・スピードウェイ   | マイケル・ウォルトリップ               | デニー・ハムリン                       |
| 2/17                                     | デイトナ500                                 | デイトナ・インターナショナル・スピードウェイ   | ジミー・ジョンソン                     | ライアン・ニューマン                   |
| 2/24                                     | オートクラブ500                             | オートクラブ・スピードウェイ                   | ジミー・ジョンソン                     | カール・エドワーズ                     |
| 3/2                                      | UAWダッジ400                                | ラスベガス・モーター・スピードウェイ           | カイル・ブッシュ                       | カール・エドワーズ                     |
| 3/9                                      | コバルト・ツールズ500                       | アトランタ・モーター・スピードウェイ           | ジェフ・ゴードン                       | カイル・ブッシュ                       |
| 3/16                                     | フード・シティ500                           | ブリストル・モーター・スピードウェイ           | ジミー・ジョンソン                     | ジェフ・バートン                       |
| 3/30                                     | グーディズ・クールオレンジ500               | マーティンズビル・スピードウェイ               | ジェフ・ゴードン                       | デニー・ハムリン                       |
| 4/6                                      | サムスン500                                 | テキサス・モーター・スピードウェイ             | デイル・アーンハートJr.                | カール・エドワーズ                     |
| 4/12                                     | サブウェイ・フレッシュフィット500           | フェニックス・インターナショナル・レースウェイ | ライアン・ニューマン                   | ジミー・ジョンソン                     |
| 4/27                                     | アーロンズ499                               | タラデガ・スーパースピードウェイ               | ジョー・ネメチェク                     | カイル・ブッシュ                       |
| 5/3                                      | クラウン・ロイヤル400                       | リッチモンド・インターナショナル・レースウェイ | デニー・ハムリン                       | クリント・ボウヤー                     |
| 5/10                                     | ダッジ・チャレンジャー500                   | ダーリントン・レースウェイ                     | グレッグ・ビッフル                     | カイル・ブッシュ                       |
| 5/17                                     | NASCARスプリント・オールスターレース        | ロウズ・モーター・スピードウェイ               | カイル・ブッシュ                       | ケイシー・ケーン                       |
| 5/25                                     | コカ・コーラ600                             | ロウズ・モーター・スピードウェイ               | カイル・ブッシュ                       | ケイシー・ケーン                       |
| 6/1                                      | ベスト・バイ400                             | ドーバー・インターナショナル・スピードウェイ   | グレッグ・ビッフル                     | カイル・ブッシュ                       |
| 6/8                                      | ポコノ500                                   | ポコノ・レースウェイ                           | ケイシー・ケーン                       | ケイシー・ケーン                       |
| 6/15                                     | ライフロック400                             | ミシガン・インターナショナル・スピードウェイ   | カイル・ブッシュ                       | デイル・アーンハートJr.                |
| 6/22                                     | トヨタ/セーブマート350                      | インフィニオン・レースウェイ                   | ケイシー・ケーン                       | カイル・ブッシュ                       |
| 6/29                                     | レノックス・インダストリアル・ツールズ301   | ニューハンプシャー・モーター・スピードウェイ   | パトリック・カーペンティア             | カート・ブッシュ                       |
| 7/5                                      | コークゼロ400                               | デイトナ・インターナショナル・スピードウェイ   | ポール・メナード                       | カイル・ブッシュ                       |
| 7/13                                     | ライフロック・ドットコム400                 | シカゴランド・スピードウェイ                   | カイル・ブッシュ                       | カイル・ブッシュ                       |
| 7/27                                     | オールステート400アット・ザ・ブリックヤード | インディアナポリス・モーター・スピードウェイ   | ジミー・ジョンソン                     | ジミー・ジョンソン                     |
| 8/3                                      | スノコ・レッドクロス・ペンシルベニア500     | ポコノ・レースウェイ                           | ジミー・ジョンソン                     | カール・エドワーズ                     |
| 8/10                                     | センチュリオン・ボーツ・アット・ザ・グレン  | ワトキンズ・グレン・インターナショナル         | カイル・ブッシュ                       | カイル・ブッシュ                       |
| 8/17                                     | 3Mパフォーマンス400                         | ミシガン・インターナショナル・スピードウェイ   | ブライアン・ヴィッカーズ               | カール・エドワーズ                     |
| 8/23                                     | シャーピー500                               | ブリストル・モーター・スピードウェイ           | カール・エドワーズ                     | カール・エドワーズ                     |
| 8/31                                     | ペプシ500                                   | オートクラブ・スピードウェイ                   | ジミー・ジョンソン                     | ジミー・ジョンソン                     |
| 9/7                                      | シェビー・ロックアンドロール400             | リッチモンド・インターナショナル・レースウェイ | カイル・ブッシュ                       | ジミー・ジョンソン                     |
| 2008年のチェイスフォーザスプリントカップ |                                             |                                                |                                        |                                        |
| 9/14                                     | シルヴァニア300                             | ニューハンプシャー・モーター・スピードウェイ   | カイル・ブッシュ                       | グレッグ・ビッフル                     |
| 9/21                                     | キャンピング・ワールドRV400                 | ドーバー・インターナショナル・スピードウェイ   | ジェフ・ゴードン                       | グレッグ・ビッフル                     |
| 9/28                                     | キャンピング・ワールドRV400                 | カンザス・スピードウェイ                       | ジミー・ジョンソン                     | ジミー・ジョンソン                     |
| 10/5                                     | AMPエナジー500                              | タラデガ・スーパースピードウェイ               | トラヴィス・クヴァピル                 | トニー・スチュワート                   |
| 10/11                                    | バンク・オブ・アメリカ500                   | ロウズ・モーター・スピードウェイ               | ジミー・ジョンソン                     | ジェフ・バートン                       |
| 10/19                                    | TUMSクイックパック500                       | マーティンズビル・スピードウェイ               | ジミー・ジョンソン                     | ジミー・ジョンソン                     |
| 10/26                                    | ペプボーイズオート500                       | アトランタ・モーター・スピードウェイ           | ジミー・ジョンソン                     | カール・エドワーズ                     |
| 11/2                                     | ディッキーズ500                             | テキサス・モーター・スピードウェイ             | ジェフ・ゴードン                       | カール・エドワーズ                     |
| 11/9                                     | チェッカー・オライリー・オートパーツ500     | フェニックス・インターナショナル・レースウェイ | ジミー・ジョンソン                     | ジミー・ジョンソン                     |
| 11/16                                    | フォード400                                 | ホームステッド＝マイアミ・スピードウェイ       | デヴィッド・リューティマン             | カール・エドワーズ                     |

## 2008年の参加チーム
| チーム                                                      | 使用車両                              | 車番 | ドライバー                           | メインスポンサー | クルーチーフ                            | 出場ラウンド                                        |
| ----------------------------------------------------------- | ------------------------------------- | ---- | ------------------------------------ | --- | --------------------------------------- | --------------------------------------------------- |
| BAMレーシング                                               | ダッジ・チャージャー / トヨタ・カムリ | 49   | ケン・シュレーダー                   | HealthLife.com / Qtrax.com / Microsoft Small Business                                                                   | デヴィッド・ハイダー                    | 1-6                                                 |
| ブランドン・アッシュ・レーシング                            | ダッジ・チャージャー                  | 02   | ブランドン・アッシュ                 | Sprinter Trucking / Sunny D Manufacturing                                                                               |                                         | 16                                                  |
| ビル・ディヴィス・レーシング                                | トヨタ・カムリ                        | 22   | デイヴ・ブラニー                     | Caterpillar | トミー・ボールドウィンJr.               | All                                                 |
| ビル・ディヴィス・レーシング                                | トヨタ・カムリ                        | 27   | ジャック・ヴィルヌーヴ (R)           | | スラッガー・ラッベ                      | 1                                                   |
| ビル・ディヴィス・レーシング                                | トヨタ・カムリ                        | 27   | マイク・スキナー                     | Bad Boy Mowers | スラッガー・ラッベ                      | 2-3                                                 |
| ビル・ディヴィス・レーシング                                | トヨタ・カムリ                        | 27   | ジョニー・ベンソン                   | Toyota Certified Used Vehicles                                                                                          | スラッガー・ラッベ                      | 4                                                   |
| カール・ロング・レーシング                                  | ダッジ・チャージャー                  | 46   | カール・ロング                       | Romeo Guest Construction                                                                                                |                                         | 27                                                  |
| チップ・ガナッシ・レーシング ウィズ・フェリックス・サバテス | ダッジ・チャージャー                  | 40   | ダリオ・フランキッティ (R)           | Dodge Journey/Target/Fastenal Kennametal/Wrigley's Juicy Fruit/Guitar Hero Tums Quick Pack/Dodge Challenger/Wii Fit     | スティーヴ・レーン                      | 1-8, 14-17                                          |
| チップ・ガナッシ・レーシング ウィズ・フェリックス・サバテス | ダッジ・チャージャー                  | 40   | デヴィッド・ストリーム               | Dodge Journey/Target/Fastenal Kennametal/Wrigley's Juicy Fruit/Guitar Hero Tums Quick Pack/Dodge Challenger/Wii Fit     | スティーヴ・レーン                      | 9                                                   |
| チップ・ガナッシ・レーシング ウィズ・フェリックス・サバテス | ダッジ・チャージャー                  | 40   | ケン・シュレーダー                   | Dodge Journey/Target/Fastenal Kennametal/Wrigley's Juicy Fruit/Guitar Hero Tums Quick Pack/Dodge Challenger/Wii Fit     | スティーヴ・レーン                      | 10                                                  |
| チップ・ガナッシ・レーシング ウィズ・フェリックス・サバテス | ダッジ・チャージャー                  | 40   | スターリング・マーリン               | Dodge Journey/Target/Fastenal Kennametal/Wrigley's Juicy Fruit/Guitar Hero Tums Quick Pack/Dodge Challenger/Wii Fit     | スティーヴ・レーン                      | 11-12                                               |
| チップ・ガナッシ・レーシング ウィズ・フェリックス・サバテス | ダッジ・チャージャー                  | 40   | ジェレミー・メイフィールド           | Dodge Journey/Target/Fastenal Kennametal/Wrigley's Juicy Fruit/Guitar Hero Tums Quick Pack/Dodge Challenger/Wii Fit     | スティーヴ・レーン                      | 13                                                  |
| チップ・ガナッシ・レーシング ウィズ・フェリックス・サバテス | ダッジ・チャージャー                  | 40   | ブライアン・クラウソン               | MotorStorm Pacific Rift                                                                                                 | スティーヴ・レーン                      | 31, 33-34                                           |
| チップ・ガナッシ・レーシング ウィズ・フェリックス・サバテス | ダッジ・チャージャー                  | 41   | リード・ソレンソン                   | Target | ジミー・エレッジ                        | All                                                 |
| チップ・ガナッシ・レーシング ウィズ・フェリックス・サバテス | ダッジ・チャージャー                  | 42   | ファン・パブロ・モントーヤ           | Texaco / Havoline | ドニー・ウィンゴ                        | All                                                 |
| デイル・アーンハート・インク                                | シボレー・インパラ                    | 01   | レーガン・スミス (R)                 | Principal Financial Group / Steak-umm Burgers                                                                           | ダン・スティルマン                      | 1-15, 17-21, 23-36                                  |
| デイル・アーンハート・インク                                | シボレー・インパラ                    | 01   | ロン・フェローズ                     | Principal Financial Group                                                                                               | ダン・スティルマン                      | 16, 22                                              |
| デイル・アーンハート・インク                                | シボレー・インパラ                    | 1    | マーティン・トゥーレックス・ジュニア | Bass Pro Shops | ケヴィン・マニオン                      | All                                                 |
| デイル・アーンハート・インク                                | シボレー・インパラ                    | 8    | マーク・マーティン                   | US Army | トニー・ギブソン                        | 1-4, 7-8, 10-15, 18-21, 23, 26, 28-29, 31, 33-35    |
| デイル・アーンハート・インク                                | シボレー・インパラ                    | 8    | アリック・アルミローラ               | US Army | トニー・ギブソン                        | 5-6, 9, 16-17, 22, 24-25, 27, 30, 32, 36            |
| デイル・アーンハート・インク                                | シボレー・インパラ                    | 15   | ポール・メナード                     | Menard's | ダグ・ランドルフ                        | All                                                 |
| デリック・コープ・インク                                    | ダッジ・チャージャー                  | 75   | デリック・コープ                     | Germain Tool |                                         | 31-32                                               |
| E&Mモータースポーツ                                         | ダッジ・チャージャー                  | 08   | カール・ロング                       | Millstar Tools / Rhino's Energy Drink                                                                                   | トニー・ファー / チャールズ・スウィング | 1                                                   |
| E&Mモータースポーツ                                         | ダッジ・チャージャー                  | 08   | バーニー・ラマー                     | Rhino's Energy Drink | トニー・ファー / チャールズ・スウィング | 2, 4, 7                                             |
| E&Mモータースポーツ                                         | ダッジ・チャージャー                  | 08   | トニー・レインズ                     | Rhino's Energy Drink / getFUBAR.com                                                                                     | トニー・ファー / チャールズ・スウィング | 6, 12                                               |
| E&Mモータースポーツ                                         | ダッジ・チャージャー                  | 08   | ジョニー・サウター                   | getFUBAR.com | トニー・ファー / チャールズ・スウィング | 19-20, 23-25, 28-29, 34                             |
| フロント・ロウ・モータースポーツ                            | シボレー・インパラ                    | 34   | ジョン・アンドレッティ               | Makoto / Taco Bell / Long John Silver's                                                                                 | スコット・イーグルストン                | 1-10                                                |
| フロント・ロウ・モータースポーツ                            | シボレー・インパラ                    | 34   | ジェフ・グリーン                     | doorstopnation.com / Gibson Custom Guitars                                                                              | スコット・イーグルストン                | 11-12, 24                                           |
| フロント・ロウ・モータースポーツ                            | シボレー・インパラ                    | 34   | トニー・レインズ                     | doorstopnation.com / Weber Grill                                                                                        | スコット・イーグルストン                | 13, 15, 17, 19-20, 26-27                            |
| フロント・ロウ・モータースポーツ                            | シボレー・インパラ                    | 34   | チャド・チャフィン                   | Weber Grill | スコット・イーグルストン                | 21, 28                                              |
| フロント・ロウ・モータースポーツ                            | シボレー・インパラ                    | 37   | エリック・マクルーア                 | Hefty | カル・ボープレイ                        | 1                                                   |
| ファニチャー・ロウ・レーシング                              | シボレー・インパラ                    | 78   | ジョー・ネメチェク                   | Furniture Row / DenverMattress.com                                                                                      | ジェイ・ガイ                            | All                                                 |
| ファニチャー・ロウ・レーシング                              | シボレー・インパラ                    | 87   | ケニー・ウォレス                     | Furniture Row | エド・ネスマン                          | 1                                                   |
| ジャーメイン・レーシング                                    | トヨタ・カムリ                        | 13   | マックス・パピス                     | GEICO | ランディ・ゴス                          | 34, 36                                              |
| ジレット・エバーナム・モータースポーツ                      | ダッジ・チャージャー                  | 9    | ケイシー・ケーン                     | Budweiser | ケニー・フランシス                      | All                                                 |
| ジレット・エバーナム・モータースポーツ                      | ダッジ・チャージャー                  | 10   | パトリック・カーペンティア (R)       | Valvoline/Charter Communications/Lifelock Auto Value/Tow Truck In A Box                                                 | マイク・シップレット                    | 1-20, 22-30                                         |
| ジレット・エバーナム・モータースポーツ                      | ダッジ・チャージャー                  | 10   | テリー・ラボンテ                     | Valvoline/Charter Communications/Lifelock Auto Value/Tow Truck In A Box                                                 | マイク・シップレット                    | 21                                                  |
| ジレット・エバーナム・モータースポーツ                      | ダッジ・チャージャー                  | 10   | マイク・ウォレス                     | Valvoline/Charter Communications/Lifelock Auto Value/Tow Truck In A Box                                                 | マイク・シップレット                    | 31                                                  |
| ジレット・エバーナム・モータースポーツ                      | ダッジ・チャージャー                  | 10   | A.J.アルメンディンガー               | Valvoline/Charter Communications/Lifelock Auto Value/Tow Truck In A Box                                                 | マイク・シップレット                    | 32-36                                               |
| ジレット・エバーナム・モータースポーツ                      | ダッジ・チャージャー                  | 19   | エリオット・サドラー                 | Best Buy/Stanley Tools/McDonald's                                                                                       | ケニー・フランシス                      | All                                                 |
| ハースCNCレーシング                                         | シボレー・インパラ                    | 66   | スコット・リグス                     | State Water Heaters / Hunt Brothers Pizza                                                                               | ブーティー・バーカー                    | All                                                 |
| ハースCNCレーシング                                         | シボレー・インパラ                    | 70   | ジェレミー・メイフィールド           | Junior Johnson's Midnight Moon/Haas Automation Hunt Brothers Pizza/Atlas Copco/iQ Drive                                 | デイヴ・スコッグ                        | 1-7                                                 |
| ハースCNCレーシング                                         | シボレー・インパラ                    | 70   | ジョニー・サウター                   | Junior Johnson's Midnight Moon/Haas Automation Hunt Brothers Pizza/Atlas Copco/iQ Drive                                 | デイヴ・スコッグ                        | 8, 10-12, 17-18, 26-27, 35                          |
| ハースCNCレーシング                                         | シボレー・インパラ                    | 70   | ケン・シュレーダー                   | Junior Johnson's Midnight Moon/Haas Automation Hunt Brothers Pizza/Atlas Copco/iQ Drive                                 | デイヴ・スコッグ                        | 9                                                   |
| ハースCNCレーシング                                         | シボレー・インパラ                    | 70   | ジェイソン・レフラー                 | Junior Johnson's Midnight Moon/Haas Automation Hunt Brothers Pizza/Atlas Copco/iQ Drive                                 | デイヴ・スコッグ                        | 13-15, 19-20                                        |
| ハースCNCレーシング                                         | シボレー・インパラ                    | 70   | マックス・パピス                     | Junior Johnson's Midnight Moon/Haas Automation Hunt Brothers Pizza/Atlas Copco/iQ Drive                                 | デイヴ・スコッグ                        | 16, 22                                              |
| ハースCNCレーシング                                         | シボレー・インパラ                    | 70   | トニー・レインズ                     | Junior Johnson's Midnight Moon/Haas Automation Hunt Brothers Pizza/Atlas Copco/iQ Drive                                 | デイヴ・スコッグ                        | 21, 23-25, 28-34, 36                                |
| ホール・オブ・フェイム・レーシング                          | トヨタ・カムリ                        | 96   | J.J.イェリー                         | DLP | ブランドン・トーマス                    | 1-21                                                |
| ホール・オブ・フェイム・レーシング                          | トヨタ・カムリ                        | 96   | P.J.ジョーンズ                       | DLP | ブランドン・トーマス                    | 22                                                  |
| ホール・オブ・フェイム・レーシング                          | トヨタ・カムリ                        | 96   | ブラッド・コールマン                 | DLP | ブランドン・トーマス                    | 23                                                  |
| ホール・オブ・フェイム・レーシング                          | トヨタ・カムリ                        | 96   | ケン・シュレーダー                   | DLP | ブランドン・トーマス                    | 24-26, 28, 30-36                                    |
| ホール・オブ・フェイム・レーシング                          | トヨタ・カムリ                        | 96   | ジョーイ・ロガーノ                   | DLP | ブランドン・トーマス                    | 27, 29                                              |
| ヘンドリック・モータースポーツ                              | シボレー・インパラ                    | 5    | ケイシー・メアーズ                   | Kellogg Company | アラン・ガスタフソン                    | All                                                 |
| ヘンドリック・モータースポーツ                              | シボレー・インパラ                    | 24   | ジェフ・ゴードン                     | DuPont | スティーヴ・レターテ                    | All                                                 |
| ヘンドリック・モータースポーツ                              | シボレー・インパラ                    | 25   | ブラッド・ケセロウスキー             | GoDaddy.com | ランス・マクグルー                      | 31, 34, 36                                          |
| ヘンドリック・モータースポーツ                              | シボレー・インパラ                    | 48   | ジミー・ジョンソン                   | Lowe's | チャド・ナウス                          | All                                                 |
| ヘンドリック・モータースポーツ                              | シボレー・インパラ                    | 88   | デイル・アーンハートJr.              | National Guard/AMP Energy Drink/Mountain Dew                                                                            | トニー・ユーリーJr.                     | All                                                 |
| ジョー・ギブス・レーシング                                  | トヨタ・カムリ                        | 02   | ジョーイ・ロガーノ                   | The Home Depot |                                         | 26, 33-34                                           |
| ジョー・ギブス・レーシング                                  | トヨタ・カムリ                        | 11   | デニー・ハムリン                     | FedEx | マイク・フォード                        | All                                                 |
| ジョー・ギブス・レーシング                                  | トヨタ・カムリ                        | 18   | カイル・ブッシュ                     | M&M's / Interstate Batteries / Snickers                                                                                 | スティーヴ・アディントン                | All                                                 |
| ジョー・ギブス・レーシング                                  | トヨタ・カムリ                        | 20   | トニー・スチュワート                 | The Home Depot | グレッグ・ジパデリ                      | All                                                 |
| JTGレーシング                                               | トヨタ・カムリ                        | 47   | マーコス・アンブローズ               | Little Debbie / Kingsford / Clorox                                                                                      | フランク・カー                          | 20, 29, 33-36                                       |
| マイケル・ウォルトリップ・レーシング                        | トヨタ・カムリ                        | 00   | デヴィッド・リューティマン           | Aaron's | ビル・パパス                            | 1-5                                                 |
| マイケル・ウォルトリップ・レーシング                        | トヨタ・カムリ                        | 00   | マイケル・マクドウェル (R)           | Aaron's/Microsoft Small Business/NAPA Auto Parts Champion Mortgage/Affiction Clothing                                   | ビル・パパス                            | 6-22, 26-29                                         |
| マイケル・ウォルトリップ・レーシング                        | トヨタ・カムリ                        | 00   | マイク・スキナー                     | Aaron's/Microsoft Small Business/NAPA Auto Parts Champion Mortgage/Affiction Clothing                                   | ビル・パパス                            | 23-25                                               |
| マイケル・ウォルトリップ・レーシング                        | トヨタ・カムリ                        | 00   | ケニー・ウォレス                     | Aaron's/Microsoft Small Business/NAPA Auto Parts Champion Mortgage/Affiction Clothing                                   | ビル・パパス                            | 30                                                  |
| マイケル・ウォルトリップ・レーシング                        | トヨタ・カムリ                        | 00   | A.J.アルメンディンガー               | Aaron's/Microsoft Small Business/NAPA Auto Parts Champion Mortgage/Affiction Clothing                                   | ビル・パパス                            | 31                                                  |
| マイケル・ウォルトリップ・レーシング                        | トヨタ・カムリ                        | 00   | マイク・ブリス                       | Aaron's/Microsoft Small Business/NAPA Auto Parts Champion Mortgage/Affiction Clothing                                   | ビル・パパス                            | 32                                                  |
| マイケル・ウォルトリップ・レーシング                        | トヨタ・カムリ                        | 44   | デイル・ジャレット                   | United Parcel Service                                                                                                   | ライアン・ペンバートン                  | 1-5                                                 |
| マイケル・ウォルトリップ・レーシング                        | トヨタ・カムリ                        | 44   | デヴィッド・リューティマン           | United Parcel Service                                                                                                   | ライアン・ペンバートン                  | 6-36                                                |
| マイケル・ウォルトリップ・レーシング                        | トヨタ・カムリ                        | 55   | マイケル・ウォルトリップ             | NAPA Auto Parts | ポール・アンドリューズ                  | All                                                 |
| ノーフィアー・レーシング                                    | フォード・フュージョン                | 34   | ブライアン・シモ                     | SoBe No Fear Energy Drink                                                                                               |                                         | 16, 22                                              |
| ノーフィアー・レーシング                                    | フォード・フュージョン                | 60   | ボリス・セッド                       | 7-Eleven Slurpee / SoBe No Fear Energy Drink                                                                            | フランク・ストッダード                  | 1, 16, 18, 22                                       |
| ノーム・ベニング・レーシング                                | シボレー・インパラ                    | 57   | ノーム・ベニング                     | |                                         | 1                                                   |
| ペンスキー・レーシング                                      | ダッジ・チャージャー                  | 2    | カート・ブッシュ                     | Miller Lite | パット・トライソン                      | All                                                 |
| ペンスキー・レーシング                                      | ダッジ・チャージャー                  | 12   | ライアン・ニューマン                 | Alltel | ロイ・マッコーリー                      | All                                                 |
| ペンスキー・レーシング                                      | ダッジ・チャージャー                  | 77   | サム・ホーニッシュJr. (R)            | Mobil 1 | クリス・キャリアー                      | All                                                 |
| ペティ・エンタープライゼス                                  | ダッジ・チャージャー                  | 43   | ボビー・ラボンテ                     | Cheerios | ジェフ・ミーンダーリング                | All                                                 |
| ペティ・エンタープライゼス                                  | ダッジ・チャージャー                  | 45   | カイル・ペティ                       | Wells Fargo/Paralyzed Veterans of America Marathon Oil/Coca-Cola Richard Petty Driving Experience Victory Junction Gang | ビリー・ウィルバーン                    | 1-6, 8-12, 24-26, 28-29, 35                         |
| ペティ・エンタープライゼス                                  | ダッジ・チャージャー                  | 45   | チャド・マカムビー                   | Wells Fargo/Paralyzed Veterans of America Marathon Oil/Coca-Cola Richard Petty Driving Experience Victory Junction Gang | ビリー・ウィルバーン                    | 7, 13, 21, 27, 31-34, 36                            |
| ペティ・エンタープライゼス                                  | ダッジ・チャージャー                  | 45   | テリー・ラボンテ                     | Wells Fargo/Paralyzed Veterans of America Marathon Oil/Coca-Cola Richard Petty Driving Experience Victory Junction Gang | ビリー・ウィルバーン                    | 14-20, 23, 30                                       |
| ペティ・エンタープライゼス                                  | ダッジ・チャージャー                  | 45   | ボリス・セッド                       | Wells Fargo/Paralyzed Veterans of America Marathon Oil/Coca-Cola Richard Petty Driving Experience Victory Junction Gang | ビリー・ウィルバーン                    | 22                                                  |
| フェニックス・レーシング                                    | シボレー・インパラ                    | 09   | スターリング・マーリン               | Miccosuke Indian Gaming                                                                                                 | マーク・レノ                            | 1, 9-12, 18, 24, 26, 30, 32, 35-36                  |
| リチャード・チルドレス・レーシング                          | シボレー・インパラ                    | 07   | クリント・ボウヤー                   | Jack Daniel's | ジル・マーティン                        | All                                                 |
| リチャード・チルドレス・レーシング                          | シボレー・インパラ                    | 29   | ケヴィン・ハーヴィック               | Royal Dutch Shell/Pennzoil                                                                                              | トッド・バーリアー                      | All                                                 |
| リチャード・チルドレス・レーシング                          | シボレー・インパラ                    | 31   | ジェフ・バートン                     | Cingular Wireless | スコット・ミラー                        | All                                                 |
| リチャード・チルドレス・レーシング                          | シボレー・インパラ                    | 33   | スコット・ウィマー                   | Camping World / RVs.com                                                                                                 | シェーン・ウィルソン                    | 10                                                  |
| リチャード・チルドレス・レーシング                          | シボレー・インパラ                    | 33   | ケン・シュレーダー                   | Camping World | シェーン・ウィルソン                    | 12                                                  |
| リチャード・チルドレス・レーシング                          | シボレー・インパラ                    | 33   | マイク・ウォレス                     | Realtree | シェーン・ウィルソン                    | 30                                                  |
| ロビー・ゴードン・モータースポーツ                          | ダッジ・チャージャー                  | 7    | ロビー・ゴードン                     | Jim Beam/RVs.com/Menard's/Mapei                                                                                         | フランク・カー                          | All                                                 |
| ラウシュ・フェンウェイ・レーシング                          | フォード・フュージョン                | 6    | デヴィッド・レーガン                 | AAA | ジミー・フェンニク                      | All                                                 |
| ラウシュ・フェンウェイ・レーシング                          | フォード・フュージョン                | 16   | グレッグ・ビッフル                   | 3M/Dish Network | グレッグ・アーウィン                    | All                                                 |
| ラウシュ・フェンウェイ・レーシング                          | フォード・フュージョン                | 17   | マット・ケンゼス                     | DeWalt/USG | チップ・ボールディン                    | All                                                 |
| ラウシュ・フェンウェイ・レーシング                          | フォード・フュージョン                | 26   | ジェイミー・マクマレー               | Crown Royal/Irwin Tools                                                                                                 | ラリー・カーター                        | All                                                 |
| ラウシュ・フェンウェイ・レーシング                          | フォード・フュージョン                | 99   | カール・エドワーズ                   | Office Depot/Aflac | ボブ・オズボーン                        | All                                                 |
| SKIモータースポーツ                                         | シボレー・インパラ                    | 50   | スタントン・バレット                 | NOS Energy Drink | リッキー・ピアソン                      | 1, 12, 20, 28                                       |
| レッドブル・レーシング                                      | トヨタ・カムリ                        | 82   | スコット・スピード                   | Red Bull | スラッガー・ラッベ                      | 31                                                  |
| レッドブル・レーシング                                      | トヨタ・カムリ                        | 83   | ブライアン・ヴィッカーズ             | Red Bull | ケヴィン・ハムリン                      | 1-35                                                |
| レッドブル・レーシング                                      | トヨタ・カムリ                        | 83   | スコット・スピード                   | Red Bull | ケヴィン・ハムリン                      | 36                                                  |
| レッドブル・レーシング                                      | トヨタ・カムリ                        | 84   | A.J.アルメンディンガー               | Red Bull | ジミー・エレッジ                        | 1-3, 9-29                                           |
| レッドブル・レーシング                                      | トヨタ・カムリ                        | 84   | マイク・スキナー                     | Red Bull | ジミー・エレッジ                        | 4-8, 30-31                                          |
| レッドブル・レーシング                                      | トヨタ・カムリ                        | 84   | スコット・スピード                   | Red Bull | ジミー・エレッジ                        | 32-35                                               |
| レッドブル・レーシング                                      | トヨタ・カムリ                        | 84   | ブライアン・ヴィッカーズ             | Red Bull | ジミー・エレッジ                        | 36                                                  |
| ウッド・ブラザース・レーシング                              | フォード・フュージョン                | 21   | ビル・エリオット                     | Little Debbie/Air Force                                                                                                 | ジーン・ネッド                          | 1-2, 4, 6-8, 11, 13-15, 19-21, 24, 26-27, 29, 31-36 |
| ウッド・ブラザース・レーシング                              | フォード・フュージョン                | 21   | ジョニー・サウター                   | Little Debbie/Air Force                                                                                                 | ジーン・ネッド                          | 3                                                   |
| ウッド・ブラザース・レーシング                              | フォード・フュージョン                | 21   | ジェフ・グリーン                     | Little Debbie/Air Force                                                                                                 | ジーン・ネッド                          | 5                                                   |
| ウッド・ブラザース・レーシング                              | フォード・フュージョン                | 21   | ジョン・ウッド (レーサー)            | Little Debbie/Air Force                                                                                                 | ジーン・ネッド                          | 9-10, 12, 18, 30                                    |
| ウッド・ブラザース・レーシング                              | フォード・フュージョン                | 21   | マーコス・アンブローズ               | Little Debbie/Air Force                                                                                                 | ジーン・ネッド                          | 16-17, 20, 22-23, 25, 28                            |
| イェーツ・モータースポーツ                                  | フォード・フュージョン                | 28   | トラヴィス・クヴァピル               | K&N Filters/Zaxby's Chicken/Northern Tool Discount Tyre/Dish Network/Hitachi Academy Sports / All Sport                 | トッド・パロット                        | All                                                 |
| イェーツ・モータースポーツ                                  | フォード・フュージョン                | 38   | デヴィッド・ギリランド               | freecreditreport.com/Citi/Ford                                                                                          | カリー・バークロー                      | All                                                 |

## 2008年シーズンのレース

### バドワイザー・シュートアウト
| 1  | 88 | デイル・アーンハートJr. | シボレー | ヘンドリック・モータースポーツ         |
| 2  | 20 | トニー・スチュワート    | トヨタ   | ジョー・ギブス・レーシング             |
| 3  | 48 | ジミー・ジョンソン      | シボレー | ヘンドリック・モータースポーツ         |
| 4  | 24 | ジェフ・ゴードン        | シボレー | ヘンドリック・モータースポーツ         |
| 5  | 41 | リード・ソレンソン      | ダッジ   | チップ・ガナッシ・レーシング           |
| 6  | 5  | ケイシー・メアーズ      | シボレー | ヘンドリック・モータースポーツ         |
| 7  | 22 | デイヴ・ブラニー        | トヨタ   | ビル・ディヴィス・レーシング           |
| 8  | 8  | マーク・マーティン      | シボレー | デイル・アーンハート・インク           |
| 9  | 11 | デニー・ハムリン        | トヨタ   | ジョー・ギブス・レーシング             |
| 10 | 9  | ケイシー・ケーン        | ダッジ   | ジレット・エバーナム・モータースポーツ |

### デイトナ500

#### ゲータレード・デュエル
| 1  | 88 | デイル・アーンハートJr.    | シボレー | ヘンドリック・モータースポーツ     |
| 2  | 41 | リード・ソレンソン         | ダッジ   | チップ・ガナッシ・レーシング       |
| 3  | 12 | ライアン・ニューマン       | ダッジ   | ペンスキー・レーシング             |
| 4  | 5  | ケイシー・メアーズ         | シボレー | ヘンドリック・モータースポーツ     |
| 5  | 99 | カール・エドワーズ         | フォード | ラウシュ・フェンウェイ・レーシング |
| 6  | 43 | ボビー・ラボンテ           | ダッジ   | ペティ・エンタープライゼス         |
| 7  | 42 | ファン・パブロ・モントーヤ | ダッジ   | チップ・ガナッシ・レーシング       |
| 8  | 87 | ケニー・ウォレス           | シボレー | ファニチャー・ロウ・レーシング     |
| 9  | 77 | サム・ホーニッシュJr.      | ダッジ   | ペンスキー・レーシング             |
| 10 | 15 | ポール・メナード           | シボレー | デイル・アーンハート・インク       |

デイトナ500へ予選通過：ブライアン・ヴィッカーズ (#83 レッドブル・レーシング トヨタ).
| 1  | 11 | デニー・ハムリン       | トヨタ   | ジョー・ギブス・レーシング             |
| 2  | 20 | トニー・スチュワート   | トヨタ   | ジョー・ギブス・レーシング             |
| 3  | 24 | ジェフ・ゴードン       | シボレー | ヘンドリック・モータースポーツ         |
| 4  | 9  | ケイシー・ケーン       | ダッジ   | ジレット・エバーナム・モータースポーツ |
| 5  | 8  | マーク・マーティン     | シボレー | デイル・アーンハート・インク           |
| 6  | 6  | デヴィッド・レーガン   | フォード | ラウシュ・フェンウェイ・レーシング     |
| 7  | 29 | ケヴィン・ハーヴィック | シボレー | リチャード・チルドレス・レーシング     |
| 8  | 16 | グレッグ・ビッフル     | フォード | ラウシュ・フェンウェイ・レーシング     |
| 9  | 44 | デイル・ジャレット     | トヨタ   | マイケル・ウォルトリップ・レーシング   |
| 10 | 34 | ジョン・アンドレッティ | シボレー | フロント・ロウ・モータースポーツ       |

NOTE：レースはグリーン・ホワイト・チェッカーのため4ラップ延長

#### デイトナ500
| 1  | 12 | ライアン・ニューマン    | ダッジ   | ペンスキー・レーシング                 |
| 2  | 2  | カート・ブッシュ        | ダッジ   | ペンスキー・レーシング                 |
| 3  | 20 | トニー・スチュワート    | トヨタ   | ジョー・ギブス・レーシング             |
| 4  | 18 | カイル・ブッシュ        | トヨタ   | ジョー・ギブス・レーシング             |
| 5  | 41 | リード・ソレンソン      | ダッジ   | チップ・ガナッシ・レーシング           |
| 6  | 19 | エリオット・サドラー    | ダッジ   | ジレット・エバーナム・モータースポーツ |
| 7  | 9  | ケイシー・ケーン        | ダッジ   | ジレット・エバーナム・モータースポーツ |
| 8  | 7  | ロビー・ゴードン        | ダッジ   | ロビー・ゴードン・モータースポーツ     |
| 9  | 88 | デイル・アーンハートJr. | シボレー | ヘンドリック・モータースポーツ         |
| 10 | 16 | グレッグ・ビッフル      | フォード | ラウシュ・フェンウェイ・レーシング     |

予選落ち：

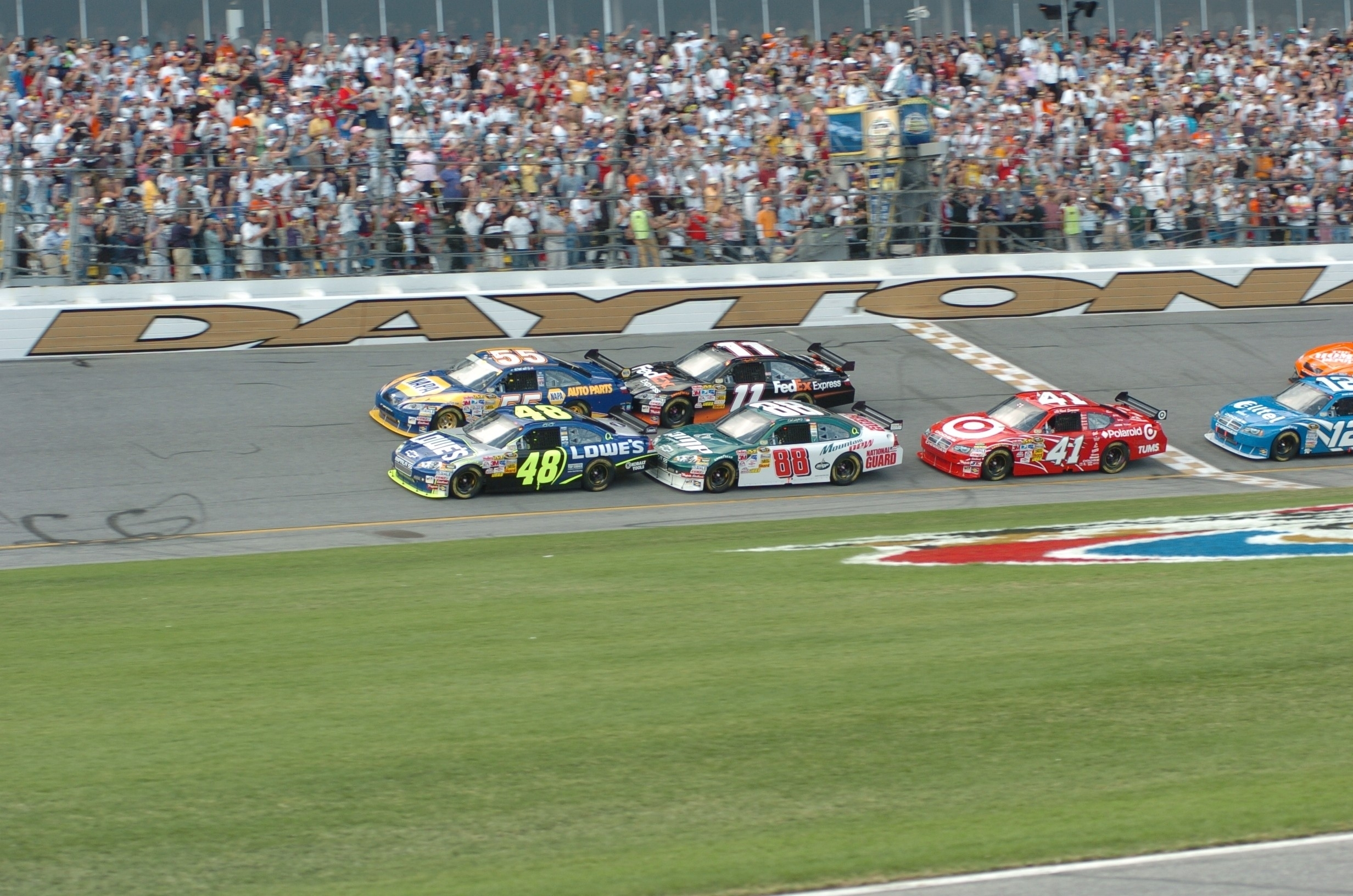
1. 55-マイケル・ウォルトリップと共にグリーンフラッグでスタートする#48-ジミー・ジョンソン

- Race #1: A.J.アルメンディンガー (#84), ビル・エリオット (#21), ボリス・セッド (#60), スターリング・マーリン (#09), カール・ロング (#08).
- Race #2: ケン・シュレーダー (#49), パトリック・カーペンティア (#10), エリック・マクルーア (#37), ジャック・ヴィルヌーヴ (#27), スタントン・バレット (#50)

### オートクラブ500
| 1  | 99 | カール・エドワーズ                   | フォード | ラウシュ・フェンウェイ・レーシング     |
| 2  | 48 | ジミー・ジョンソン                   | シボレー | ヘンドリック・モータースポーツ         |
| 3  | 24 | ジェフ・ゴードン                     | シボレー | ヘンドリック・モータースポーツ         |
| 4  | 18 | カイル・ブッシュ                     | トヨタ   | ジョー・ギブス・レーシング             |
| 5  | 17 | マット・ケンゼス                     | フォード | ラウシュ・フェンウェイ・レーシング     |
| 6  | 1  | マーティン・トゥーレックス・ジュニア | シボレー | デイル・アーンハート・インク           |
| 7  | 20 | トニー・スチュワート                 | トヨタ   | ジョー・ギブス・レーシング             |
| 8  | 29 | ケヴィン・ハーヴィック               | シボレー | リチャード・チルドレス・レーシング     |
| 9  | 9  | ケイシー・ケーン                     | ダッジ   | ジレット・エバーナム・モータースポーツ |
| 10 | 12 | ライアン・ニューマン                 | ダッジ   | ペンスキー・レーシング                 |

予選落ち（雨のため予選取りやめ）： パトリック・カーペンティア (#10), マイク・スキナー (#27), ケン・シュレーダー (#49), A.J.アルメンディンガー (#84), バーニー・ラマー (#08)

### UAWダッジ400
| 1  | 99 | カール・エドワーズ      | フォード | ラウシュ・フェンウェイ・レーシング     |
| 2  | 88 | デイル・アーンハートJr. | シボレー | ヘンドリック・モータースポーツ         |
| 3  | 16 | グレッグ・ビッフル      | フォード | ラウシュ・フェンウェイ・レーシング     |
| 4  | 29 | ケヴィン・ハーヴィック  | シボレー | リチャード・チルドレス・レーシング     |
| 5  | 31 | ジェフ・バートン        | シボレー | リチャード・チルドレス・レーシング     |
| 6  | 6  | デヴィッド・レーガン    | フォード | ラウシュ・フェンウェイ・レーシング     |
| 7  | 9  | ケイシー・ケーン        | ダッジ   | ジレット・エバーナム・モータースポーツ |
| 8  | 28 | トラヴィス・クヴァピル  | フォード | イェーツ・モータースポーツ             |
| 9  | 11 | デニー・ハムリン        | トヨタ   | ジョー・ギブス・レーシング             |
| 10 | 8  | マーク・マーティン      | シボレー | デイル・アーンハート・インク           |

予選落ち： A.J.アルメンディンガー (#84), ジョー・ネメチェク (#78), ジョン・アンドレッティ (#34), ジョニー・サウター (#21; crashed on first lap) 
NOTE： バーニー・ラマー (#08) withdrew prior to qualifying.

### コバルト・ツールズ500
| 1  | 18 | カイル・ブッシュ         | トヨタ   | ジョー・ギブス・レーシング         |
| 2  | 20 | トニー・スチュワート     | トヨタ   | ジョー・ギブス・レーシング         |
| 3  | 88 | デイル・アーンハートJr.  | シボレー | ヘンドリック・モータースポーツ     |
| 4  | 16 | グレッグ・ビッフル       | フォード | ラウシュ・フェンウェイ・レーシング |
| 5  | 24 | ジェフ・ゴードン         | シボレー | ヘンドリック・モータースポーツ     |
| 6  | 07 | クリント・ボウヤー       | シボレー | リチャード・チルドレス・レーシング |
| 7  | 29 | ケヴィン・ハーヴィック   | シボレー | リチャード・チルドレス・レーシング |
| 8  | 17 | マット・ケンゼス         | フォード | ラウシュ・フェンウェイ・レーシング |
| 9  | 83 | ブライアン・ヴィッカーズ | トヨタ   | レッドブル・レーシング             |
| 10 | 31 | ジェフ・バートン         | シボレー | リチャード・チルドレス・レーシング |

予選落ち： ケン・シュレーダー (#49), ビル・エリオット (#21), ジョニー・ベンソン (#27), ジョン・アンドレッティ (#34), バーニー・ラマー (#08)

### フード・シティ500
| 1  | 31 | ジェフ・バートン        | シボレー | リチャード・チルドレス・レーシング     |
| 2  | 29 | ケヴィン・ハーヴィック  | シボレー | リチャード・チルドレス・レーシング     |
| 3  | 07 | クリント・ボウヤー      | シボレー | リチャード・チルドレス・レーシング     |
| 4  | 16 | グレッグ・ビッフル      | フォード | ラウシュ・フェンウェイ・レーシング     |
| 5  | 88 | デイル・アーンハートJr. | シボレー | ヘンドリック・モータースポーツ         |
| 6  | 11 | デニー・ハムリン        | トヨタ   | ジョー・ギブス・レーシング             |
| 7  | 9  | ケイシー・ケーン        | ダッジ   | ジレット・エバーナム・モータースポーツ |
| 8  | 8  | アリック・アルミローラ  | シボレー | デイル・アーンハート・インク           |
| 9  | 38 | デヴィッド・ギリランド  | フォード | イェーツ・モータースポーツ             |
| 10 | 17 | マット・ケンゼス        | フォード | ラウシュ・フェンウェイ・レーシング     |

NOTE： レースはグリーン・ホワイト・チェッカーのため6ラップ延長
予選落ち（雨のため予選取りやめ）： パトリック・カーペンティア (#10), ジェフ・グリーン (#21),  ジョン・アンドレッティ (#34).

### グーディズ・クールオレンジ500
| 1  | 11 | デニー・ハムリン        | トヨタ   | ジョー・ギブス・レーシング         |
| 2  | 24 | ジェフ・ゴードン        | シボレー | ヘンドリック・モータースポーツ     |
| 3  | 31 | ジェフ・バートン        | シボレー | リチャード・チルドレス・レーシング |
| 4  | 48 | ジミー・ジョンソン      | シボレー | ヘンドリック・モータースポーツ     |
| 5  | 20 | トニー・スチュワート    | トヨタ   | ジョー・ギブス・レーシング         |
| 6  | 88 | デイル・アーンハートJr. | シボレー | ヘンドリック・モータースポーツ     |
| 7  | 5  | ケイシー・メアーズ      | シボレー | ヘンドリック・モータースポーツ     |
| 8  | 26 | ジェイミー・マクマレー  | フォード | ラウシュ・フェンウェイ・レーシング |
| 9  | 99 | カール・エドワーズ      | フォード | ラウシュ・フェンウェイ・レーシング |
| 10 | 07 | クリント・ボウヤー      | シボレー | リチャード・チルドレス・レーシング |

予選落ち： カイル・ペティ (#45), トニー・レインズ (#08), ジョン・アンドレッティ (#34), ジョー・ネメチェク (#78)

### サムスン500
| 1  | 99 | カール・エドワーズ   | フォード | ラウシュ・フェンウェイ・レーシング |
| 2  | 48 | ジミー・ジョンソン   | シボレー | ヘンドリック・モータースポーツ     |
| 3  | 18 | カイル・ブッシュ     | トヨタ   | ジョー・ギブス・レーシング         |
| 4  | 12 | ライアン・ニューマン | ダッジ   | ペンスキー・レーシング             |
| 5  | 11 | デニー・ハムリン     | トヨタ   | ジョー・ギブス・レーシング         |
| 6  | 31 | ジェフ・バートン     | シボレー | リチャード・チルドレス・レーシング |
| 7  | 20 | トニー・スチュワート | トヨタ   | ジョー・ギブス・レーシング         |
| 8  | 8  | マーク・マーティン   | シボレー | デイル・アーンハート・インク       |
| 9  | 17 | マット・ケンゼス     | フォード | ラウシュ・フェンウェイ・レーシング |
| 10 | 07 | クリント・ボウヤー   | シボレー | リチャード・チルドレス・レーシング |

NOTE： 1. レースはグリーン・ホワイト・チェッカーのため5ラップ延長

2. During post race inspection ライアン・ニューマン's #12 car was found to be one-eighth of an inch higher beyond the allotted half-inch tolerance. As a result, Newman and car owner Roger Penske were penalized 25 championship driver and 25 championship owner points, respectively. Crew chief ロイ・マッコーリー was fined $25,000 and placed on probation until December 31.
予選落ち： ダリオ・フランキッティ (#40), チャド・マカムビー (#45), バーニー・ラマー (#08)

### サブウェイ・フレッシュフィット500
| 1  | 48 | ジミー・ジョンソン                   | シボレー | ヘンドリック・モータースポーツ     |
| 2  | 07 | クリント・ボウヤー                   | シボレー | リチャード・チルドレス・レーシング |
| 3  | 11 | デニー・ハムリン                     | トヨタ   | ジョー・ギブス・レーシング         |
| 4  | 99 | カール・エドワーズ                   | フォード | ラウシュ・フェンウェイ・レーシング |
| 5  | 8  | マーク・マーティン                   | シボレー | デイル・アーンハート・インク       |
| 6  | 31 | ジェフ・バートン                     | シボレー | リチャード・チルドレス・レーシング |
| 7  | 88 | デイル・アーンハートJr.              | シボレー | ヘンドリック・モータースポーツ     |
| 8  | 1  | マーティン・トゥーレックス・ジュニア | シボレー | デイル・アーンハート・インク       |
| 9  | 16 | グレッグ・ビッフル                   | フォード | ラウシュ・フェンウェイ・レーシング |
| 10 | 18 | カイル・ブッシュ                     | トヨタ   | ジョー・ギブス・レーシング         |

予選落ち： カイル・ペティ (#45), ジョン・アンドレッティ (#34)

### アーロンズ499
| 1  | 18 | カイル・ブッシュ         | トヨタ   | ジョー・ギブス・レーシング         |
| 2  | 42 | J.P.モントーヤ           | ダッジ   | チップ・ガナッシ・レーシング       |
| 3  | 11 | デニー・ハムリン         | トヨタ   | ジョー・ギブス・レーシング         |
| 4  | 6  | デヴィッド・レーガン     | フォード | ラウシュ・フェンウェイ・レーシング |
| 5  | 83 | ブライアン・ヴィッカーズ | トヨタ   | レッドブル・レーシング             |
| 6  | 28 | トラヴィス・クヴァピル   | フォード | イェーツ・モータースポーツ         |
| 7  | 5  | ケイシー・メアーズ       | シボレー | ヘンドリック・モータースポーツ     |
| 8  | 12 | ライアン・ニューマン     | ダッジ   | ペンスキー・レーシング             |
| 9  | 07 | クリント・ボウヤー       | シボレー | リチャード・チルドレス・レーシング |
| 10 | 88 | デイル・アーンハートJr.  | シボレー | ヘンドリック・モータースポーツ     |

予選落ち： デイヴ・ブラニー (#22), J. J.イェリー (#96), ジョン・アンドレッティ (#34)

### クラウン・ロイヤル400
| 1  | 07 | クリント・ボウヤー                   | シボレー | リチャード・チルドレス・レーシング     |
| 2  | 18 | カイル・ブッシュ                     | トヨタ   | ジョー・ギブス・レーシング             |
| 3  | 8  | マーク・マーティン                   | シボレー | デイル・アーンハート・インク           |
| 4  | 20 | トニー・スチュワート                 | トヨタ   | ジョー・ギブス・レーシング             |
| 5  | 1  | マーティン・トゥーレックス・ジュニア | シボレー | デイル・アーンハート・インク           |
| 6  | 12 | ライアン・ニューマン                 | ダッジ   | ペンスキー・レーシング                 |
| 7  | 99 | カール・エドワーズ                   | フォード | ラウシュ・フェンウェイ・レーシング     |
| 8  | 29 | ケヴィン・ハーヴィック               | シボレー | リチャード・チルドレス・レーシング     |
| 9  | 24 | ジェフ・ゴードン                     | シボレー | ヘンドリック・モータースポーツ         |
| 10 | 9  | ケイシー・ケーン                     | ダッジ   | ジレット・エバーナム・モータースポーツ |

NOTE： レースはグリーン・ホワイト・チェッカーのため8ラップ延長
予選落ち： ケン・シュレーダー (#40), スコット・ウィマー (#33), ジョン・ウッド (レーサー)  (#21), ジョン・アンドレッティ (#34)

### ダッジ・チャレンジャー500
| 1  | 18 | カイル・ブッシュ        | トヨタ   | ジョー・ギブス・レーシング         |
| 2  | 99 | カール・エドワーズ      | フォード | ラウシュ・フェンウェイ・レーシング |
| 3  | 24 | ジェフ・ゴードン        | シボレー | ヘンドリック・モータースポーツ     |
| 4  | 88 | デイル・アーンハートJr. | シボレー | ヘンドリック・モータースポーツ     |
| 5  | 6  | デヴィッド・レーガン    | フォード | ラウシュ・フェンウェイ・レーシング |
| 6  | 17 | マット・ケンゼス        | フォード | ラウシュ・フェンウェイ・レーシング |
| 7  | 11 | デニー・ハムリン        | トヨタ   | ジョー・ギブス・レーシング         |
| 8  | 28 | トラヴィス・クヴァピル  | フォード | イェーツ・モータースポーツ         |
| 9  | 22 | デイヴ・ブラニー        | トヨタ   | ビル・ディヴィス・レーシング       |
| 10 | 31 | ジェフ・バートン        | シボレー | リチャード・チルドレス・レーシング |

予選落ち： ジョニー・サウター (#70), ジェフ・グリーン (#34)

### NASCARスプリント・オールスターレース

#### スプリント・ショーダウン
| トップ2                  | トップ2 | トップ2                | トップ2  | トップ2                                | トップ2 | トップ2 | トップ2 | トップ2 |
| 順位                     | 車番    | ドライバー             | 使用車両 | チーム                                 |         |         |         |         |
| ------------------------ | ------- | ---------------------- | -------- | -------------------------------------- | ------- | ------- | ------- | ------- |
| 1                        | 84      | A.J.アルメンディンガー | トヨタ   | レッドブル・レーシング                 |         |         |         |         |
| 2                        | 77      | サム・ホーニッシュJr.  | ダッジ   | ペンスキー・レーシング                 |         |         |         |         |
| ファン投票による予選通過 |         |                        |          |                                        |         |         |         |         |
| 5                        | 9       | ケイシー・ケーン       | ダッジ   | ジレット・エバーナム・モータースポーツ |         |         |         |         |

#### オールスターレース
| 1  | 9  | ケイシー・ケーン        | ダッジ   | ジレット・エバーナム・モータースポーツ |
| 2  | 16 | グレッグ・ビッフル      | フォード | ラウシュ・フェンウェイ・レーシング     |
| 3  | 17 | マット・ケンゼス        | フォード | ラウシュ・フェンウェイ・レーシング     |
| 4  | 48 | ジミー・ジョンソン      | シボレー | ヘンドリック・モータースポーツ         |
| 5  | 20 | トニー・スチュワート    | トヨタ   | ジョー・ギブス・レーシング             |
| 6  | 12 | ライアン・ニューマン    | ダッジ   | ペンスキー・レーシング                 |
| 7  | 77 | サム・ホーニッシュJr.   | ダッジ   | ペンスキー・レーシング                 |
| 8  | 88 | デイル・アーンハートJr. | シボレー | ヘンドリック・モータースポーツ         |
| 9  | 8  | マーク・マーティン      | シボレー | デイル・アーンハート・インク           |
| 10 | 99 | カール・エドワーズ      | フォード | ラウシュ・フェンウェイ・レーシング     |

### コカ・コーラ600
| 1  | 9  | ケイシー・ケーン           | ダッジ   | ジレット・エバーナム・モータースポーツ |
| 2  | 16 | グレッグ・ビッフル         | フォード | ラウシュ・フェンウェイ・レーシング     |
| 3  | 18 | カイル・ブッシュ           | トヨタ   | ジョー・ギブス・レーシング             |
| 4  | 24 | ジェフ・ゴードン           | シボレー | ヘンドリック・モータースポーツ         |
| 5  | 88 | デイル・アーンハートJr.    | シボレー | ヘンドリック・モータースポーツ         |
| 6  | 31 | ジェフ・バートン           | シボレー | リチャード・チルドレス・レーシング     |
| 7  | 17 | マット・ケンゼス           | フォード | ラウシュ・フェンウェイ・レーシング     |
| 8  | 19 | エリオット・サドラー       | ダッジ   | ジレット・エバーナム・モータースポーツ |
| 9  | 99 | カール・エドワーズ         | フォード | ラウシュ・フェンウェイ・レーシング     |
| 10 | 44 | デヴィッド・リューティマン | トヨタ   | マイケル・ウォルトリップ・レーシング   |

予選落ち： ジェフ・グリーン (#34), スタントン・バレット (#50), [ジョン・ウッド (レーサー)  (#21), ジョー・ネメチェク (#78), トニー・レインズ (#08)

### ベスト・バイ400
| 1  | 18 | カイル・ブッシュ                     | トヨタ   | ジョー・ギブス・レーシング         |
| 2  | 99 | カール・エドワーズ                   | フォード | ラウシュ・フェンウェイ・レーシング |
| 3  | 16 | グレッグ・ビッフル                   | フォード | ラウシュ・フェンウェイ・レーシング |
| 4  | 17 | マット・ケンゼス                     | フォード | ラウシュ・フェンウェイ・レーシング |
| 5  | 24 | ジェフ・ゴードン                     | シボレー | ヘンドリック・モータースポーツ     |
| 6  | 1  | マーティン・トゥーレックス・ジュニア | シボレー | デイル・アーンハート・インク       |
| 7  | 48 | ジミー・ジョンソン                   | シボレー | ヘンドリック・モータースポーツ     |
| 8  | 31 | ジェフ・バートン                     | シボレー | リチャード・チルドレス・レーシング |
| 9  | 22 | デイヴ・ブラニー                     | トヨタ   | ビル・ディヴィス・レーシング       |
| 10 | 26 | ジェイミー・マクマレー               | フォード | ラウシュ・フェンウェイ・レーシング |

予選落ち： ジェイソン・レフラー (#70), チャド・マカムビー (#45)

### ポコノ500
| 1  | 9  | ケイシー・ケーン         | ダッジ   | ジレット・エバーナム・モータースポーツ |
| 2  | 83 | ブライアン・ヴィッカーズ | トヨタ   | レッドブル・レーシング                 |
| 3  | 11 | デニー・ハムリン         | トヨタ   | ジョー・ギブス・レーシング             |
| 4  | 88 | デイル・アーンハートJr.  | シボレー | ヘンドリック・モータースポーツ         |
| 5  | 31 | ジェフ・バートン         | シボレー | リチャード・チルドレス・レーシング     |
| 6  | 48 | ジミー・ジョンソン       | シボレー | ヘンドリック・モータースポーツ         |
| 7  | 17 | マット・ケンゼス         | フォード | ラウシュ・フェンウェイ・レーシング     |
| 8  | 2  | カート・ブッシュ         | ダッジ   | ペンスキー・レーシング                 |
| 9  | 99 | カール・エドワーズ       | フォード | ラウシュ・フェンウェイ・レーシング     |
| 10 | 8  | マーク・マーティン       | シボレー | デイル・アーンハート・インク           |

予選落ち： J.J.イェリー (#96)
NOTE： トニー・レインズ (#34) withdrew before the qualifying session.

### ライフロック400
| 1  | 88 | デイル・アーンハートJr.  | シボレー | ヘンドリック・モータースポーツ         |
| 2  | 9  | ケイシー・ケーン         | ダッジ   | ジレット・エバーナム・モータースポーツ |
| 3  | 17 | マット・ケンゼス         | フォード | ラウシュ・フェンウェイ・レーシング     |
| 4  | 83 | ブライアン・ヴィッカーズ | トヨタ   | レッドブル・レーシング                 |
| 5  | 20 | トニー・スチュワート     | トヨタ   | ジョー・ギブス・レーシング             |
| 6  | 48 | ジミー・ジョンソン       | シボレー | ヘンドリック・モータースポーツ         |
| 7  | 99 | カール・エドワーズ       | フォード | ラウシュ・フェンウェイ・レーシング     |
| 8  | 6  | デヴィッド・レーガン     | フォード | ラウシュ・フェンウェイ・レーシング     |
| 9  | 19 | エリオット・サドラー     | ダッジ   | ジレット・エバーナム・モータースポーツ |
| 10 | 26 | ジェイミー・マクマレー   | フォード | ラウシュ・フェンウェイ・レーシング     |

予選落ち（雨のため予選取りやめ）： ジェイソン・レフラー (#70), トニー・レインズ (#34).
NOTE： 1. レースはグリーン・ホワイト・チェッカーのため3ラップ延長
2. The #87 Denver Mattress car driven by ケニー・ウォレス as well as the #08 car without a driver were withdrawn earlier in the week.

### トヨタ/セーブマート350
| 1  | 18 | カイル・ブッシュ           | トヨタ   | ジョー・ギブス・レーシング         |
| 2  | 38 | デヴィッド・ギリランド     | フォード | イェーツ・モータースポーツ         |
| 3  | 24 | ジェフ・ゴードン           | シボレー | ヘンドリック・モータースポーツ     |
| 4  | 07 | クリント・ボウヤー         | シボレー | リチャード・チルドレス・レーシング |
| 5  | 5  | ケイシー・メアーズ         | シボレー | ヘンドリック・モータースポーツ     |
| 6  | 42 | ファン・パブロ・モントーヤ | ダッジ   | チップ・ガナッシ・レーシング       |
| 7  | 12 | ライアン・ニューマン       | ダッジ   | ペンスキー・レーシング             |
| 8  | 17 | マット・ケンゼス           | フォード | ラウシュ・フェンウェイ・レーシング |
| 9  | 19 | カール・エドワーズ         | フォード | ラウシュ・フェンウェイ・レーシング |
| 10 | 20 | トニー・スチュワート       | トヨタ   | ジョー・ギブス・レーシング         |

NOTE： レースはグリーン・ホワイト・チェッカーのため2ラップ延長
予選落ち： J.J.イェリー (#96), スコット・リグス (#70), ダリオ・フランキッティ (#40), ブランドン・アッシュ (#02)

### レノックス・インダストリアル・ツールズ301
| 1  | 2  | カート・ブッシュ                     | ダッジ   | ペンスキー・レーシング                 |
| 2  | 55 | マイケル・ウォルトリップ             | トヨタ   | マイケル・ウォルトリップ・レーシング   |
| 3  | 96 | J.J.イェリー                         | トヨタ   | ホール・オブ・フェイム・レーシング     |
| 4  | 1  | マーティン・トゥーレックス・ジュニア | シボレー | デイル・アーンハート・インク           |
| 5  | 19 | エリオット・サドラー                 | ダッジ   | ジレット・エバーナム・モータースポーツ |
| 6  | 41 | リード・ソレンソン                   | ダッジ   | チップ・ガナッシ・レーシング           |
| 7  | 5  | ケイシー・メアーズ                   | シボレー | ヘンドリック・モータースポーツ         |
| 8  | 11 | デニー・ハムリン                     | トヨタ   | ジョー・ギブス・レーシング             |
| 9  | 48 | ジミー・ジョンソン                   | シボレー | ヘンドリック・モータースポーツ         |
| 10 | 43 | ボビー・ラボンテ                     | ダッジ   | ペティ・エンタープライゼス             |

NOTE： レースは雨のため283ラップに短縮
予選落ち：  マーコス・アンブローズ (#21), トニー・レインズ (#34)

### コークゼロ400
| 1  | 18 | カイル・ブッシュ        | トヨタ   | ジョー・ギブス・レーシング             |
| 2  | 99 | カール・エドワーズ      | フォード | ラウシュ・フェンウェイ・レーシング     |
| 3  | 17 | マット・ケンゼス        | フォード | ラウシュ・フェンウェイ・レーシング     |
| 4  | 2  | カート・ブッシュ        | ダッジ   | ペンスキー・レーシング                 |
| 5  | 6  | デヴィッド・レーガン    | フォード | ラウシュ・フェンウェイ・レーシング     |
| 6  | 7  | ロビー・ゴードン        | ダッジ   | ロビー・ゴードン・モータースポーツ     |
| 7  | 9  | ケイシー・ケーン        | ダッジ   | ジレット・エバーナム・モータースポーツ |
| 8  | 88 | デイル・アーンハートJr. | シボレー | ヘンドリック・モータースポーツ         |
| 9  | 07 | クリント・ボウヤー      | シボレー | リチャード・チルドレス・レーシング     |
| 10 | 8  | マーク・マーティン      | シボレー | デイル・アーンハート・インク           |

NOTE： レースはグリーン・ホワイト・チェッカーのため2ラップ延長
予選落ち： スコット・リグス (#66), J. J.イェリー (#96)

### ライフロック・ドットコム400
| 1  | 18 | カイル・ブッシュ                     | トヨタ   | ジョー・ギブス・レーシング         |
| 2  | 48 | ジミー・ジョンソン                   | シボレー | ヘンドリック・モータースポーツ     |
| 3  | 29 | ケヴィン・ハーヴィック               | シボレー | リチャード・チルドレス・レーシング |
| 4  | 16 | グレッグ・ビッフル                   | フォード | ラウシュ・フェンウェイ・レーシング |
| 5  | 20 | トニー・スチュワート                 | トヨタ   | ジョー・ギブス・レーシング         |
| 6  | 83 | ブライアン・ヴィッカーズ             | トヨタ   | レッドブル・レーシング             |
| 7  | 17 | マット・ケンゼス                     | フォード | ラウシュ・フェンウェイ・レーシング |
| 8  | 6  | デヴィッド・レーガン                 | フォード | ラウシュ・フェンウェイ・レーシング |
| 9  | 1  | マーティン・トゥーレックス・ジュニア | シボレー | デイル・アーンハート・インク       |
| 10 | 12 | ライアン・ニューマン                 | ダッジ   | ペンスキー・レーシング             |

予選落ち（雨のため予選取りやめ）： ジョニー・サウター (#08) and トニー・レインズ (#34).

### オールステート400アット・ザ・ブリックヤード
| 1  | 48 | ジミー・ジョンソン     | シボレー | ヘンドリック・モータースポーツ         |
| 2  | 99 | カール・エドワーズ     | フォード | ラウシュ・フェンウェイ・レーシング     |
| 3  | 11 | デニー・ハムリン       | トヨタ   | ジョー・ギブス・レーシング             |
| 4  | 19 | エリオット・サドラー   | ダッジ   | ジレット・エバーナム・モータースポーツ |
| 5  | 24 | ジェフ・ゴードン       | シボレー | ヘンドリック・モータースポーツ         |
| 6  | 26 | ジェイミー・マクマレー | フォード | ラウシュ・フェンウェイ・レーシング     |
| 7  | 9  | ケイシー・ケーン       | ダッジ   | ジレット・エバーナム・モータースポーツ |
| 8  | 16 | グレッグ・ビッフル     | フォード | ラウシュ・フェンウェイ・レーシング     |
| 9  | 31 | ジェフ・バートン       | シボレー | リチャード・チルドレス・レーシング     |
| 10 | 84 | A.J.アルメンディンガー | トヨタ   | レッドブル・レーシング                 |

予選落ち： ビル・エリオット (#21), ジョニー・サウター (#08), トニー・レインズ (#34), スタントン・バレット (#50)

### スノコ・レッドクロス・ペンシルベニア500
| 1  | 99 | カール・エドワーズ     | フォード | ラウシュ・フェンウェイ・レーシング     |
| 2  | 20 | トニー・スチュワート   | トヨタ   | ジョー・ギブス・レーシング             |
| 3  | 48 | ジミー・ジョンソン     | シボレー | ヘンドリック・モータースポーツ         |
| 4  | 29 | ケヴィン・ハーヴィック | シボレー | リチャード・チルドレス・レーシング     |
| 5  | 6  | デヴィッド・レーガン   | フォード | ラウシュ・フェンウェイ・レーシング     |
| 6  | 07 | クリント・ボウヤー     | シボレー | リチャード・チルドレス・レーシング     |
| 7  | 9  | ケイシー・ケーン       | ダッジ   | ジレット・エバーナム・モータースポーツ |
| 8  | 8  | マーク・マーティン     | シボレー | デイル・アーンハート・インク           |
| 9  | 26 | ジェイミー・マクマレー | フォード | ラウシュ・フェンウェイ・レーシング     |
| 10 | 24 | ジェフ・ゴードン       | シボレー | ヘンドリック・モータースポーツ         |

予選落ち： チャド・チャフィン (#34).

### センチュリオン・ボーツ・アット・ザ・グレン
| 1  | 18 | カイル・ブッシュ                     | トヨタ   | ジョー・ギブス・レーシング         |
| 2  | 20 | トニー・スチュワート                 | トヨタ   | ジョー・ギブス・レーシング         |
| 3  | 21 | マーコス・アンブローズ               | フォード | ウッド・ブラザース・レーシング     |
| 4  | 42 | J.P.モントーヤ                       | ダッジ   | チップ・ガナッシ・レーシング       |
| 5  | 1  | マーティン・トゥーレックス・ジュニア | シボレー | デイル・アーンハート・インク       |
| 6  | 29 | ケヴィン・ハーヴィック               | シボレー | リチャード・チルドレス・レーシング |
| 7  | 48 | ジミー・ジョンソン                   | シボレー | ヘンドリック・モータースポーツ     |
| 8  | 11 | デニー・ハムリン                     | トヨタ   | ジョー・ギブス・レーシング         |
| 9  | 99 | カール・エドワーズ                   | フォード | ラウシュ・フェンウェイ・レーシング |
| 10 | 2  | カート・ブッシュ                     | ダッジ   | ペンスキー・レーシング             |

予選落ち（雨のため予選取りやめ）： ボリス・セッド (#60) and ブライアン・シモ (#34).

### 3Mパフォーマンス400
| 1  | 99 | カール・エドワーズ       | フォード | ラウシュ・フェンウェイ・レーシング     |
| 2  | 18 | カイル・ブッシュ         | トヨタ   | ジョー・ギブス・レーシング             |
| 3  | 6  | デヴィッド・レーガン     | フォード | ラウシュ・フェンウェイ・レーシング     |
| 4  | 16 | グレッグ・ビッフル       | フォード | ラウシュ・フェンウェイ・レーシング     |
| 5  | 17 | マット・ケンゼス         | フォード | ラウシュ・フェンウェイ・レーシング     |
| 6  | 8  | マーク・マーティン       | シボレー | デイル・アーンハート・インク           |
| 7  | 83 | ブライアン・ヴィッカーズ | トヨタ   | レッドブル・レーシング                 |
| 8  | 29 | ケヴィン・ハーヴィック   | シボレー | リチャード・チルドレス・レーシング     |
| 9  | 19 | エリオット・サドラー     | ダッジ   | ジレット・エバーナム・モータースポーツ |
| 10 | 26 | ジェイミー・マクマレー   | フォード | ラウシュ・フェンウェイ・レーシング     |

予選落ち： ジョニー・サウター (#08).

### シャーピー500
| 1  | 99 | カール・エドワーズ     | フォード | ラウシュ・フェンウェイ・レーシング |
| 2  | 18 | カイル・ブッシュ       | トヨタ   | ジョー・ギブス・レーシング         |
| 3  | 11 | デニー・ハムリン       | トヨタ   | ジョー・ギブス・レーシング         |
| 4  | 29 | ケヴィン・ハーヴィック | シボレー | リチャード・チルドレス・レーシング |
| 5  | 24 | ジェフ・ゴードン       | シボレー | ヘンドリック・モータースポーツ     |
| 6  | 12 | ライアン・ニューマン   | ダッジ   | ペンスキー・レーシング             |
| 7  | 07 | クリント・ボウヤー     | シボレー | リチャード・チルドレス・レーシング |
| 8  | 20 | トニー・スチュワート   | トヨタ   | ジョー・ギブス・レーシング         |
| 9  | 17 | マット・ケンゼス       | フォード | ラウシュ・フェンウェイ・レーシング |
| 10 | 6  | デヴィッド・レーガン   | フォード | ラウシュ・フェンウェイ・レーシング |

予選落ち： ジェフ・グリーン (#34), ジョニー・サウター (#08), パトリック・カーペンティア (#10), スタントン・バレット (#50).

### ペプシ500
| 1  | 48 | ジミー・ジョンソン         | シボレー | ヘンドリック・モータースポーツ         |
| 2  | 16 | グレッグ・ビッフル         | フォード | ラウシュ・フェンウェイ・レーシング     |
| 3  | 11 | デニー・ハムリン           | トヨタ   | ジョー・ギブス・レーシング             |
| 4  | 29 | ケヴィン・ハーヴィック     | シボレー | リチャード・チルドレス・レーシング     |
| 5  | 17 | マット・ケンゼス           | フォード | ラウシュ・フェンウェイ・レーシング     |
| 6  | 99 | カール・エドワーズ         | フォード | ラウシュ・フェンウェイ・レーシング     |
| 7  | 18 | カイル・ブッシュ           | トヨタ   | ジョー・ギブス・レーシング             |
| 8  | 9  | ケイシー・ケーン           | ダッジ   | ジレット・エバーナム・モータースポーツ |
| 9  | 44 | デヴィッド・リューティマン | トヨタ   | マイケル・ウォルトリップ・レーシング   |
| 10 | 07 | クリント・ボウヤー         | シボレー | リチャード・チルドレス・レーシング     |

予選落ち： トニー・レインズ (#70).

### シェビー・ロックアンドロール400
| 1  | 48 | ジミー・ジョンソン         | シボレー | ヘンドリック・モータースポーツ       |
| 2  | 20 | トニー・スチュワート       | トヨタ   | ジョー・ギブス・レーシング           |
| 3  | 11 | デニー・ハムリン           | トヨタ   | ジョー・ギブス・レーシング           |
| 4  | 88 | デイル・アーンハートJr.    | シボレー | ヘンドリック・モータースポーツ       |
| 5  | 8  | マーク・マーティン         | シボレー | デイル・アーンハート・インク         |
| 6  | 31 | ジェフ・バートン           | シボレー | リチャード・チルドレス・レーシング   |
| 7  | 29 | ケヴィン・ハーヴィック     | シボレー | リチャード・チルドレス・レーシング   |
| 8  | 24 | ジェフ・ゴードン           | シボレー | ヘンドリック・モータースポーツ       |
| 9  | 44 | デヴィッド・リューティマン | トヨタ   | マイケル・ウォルトリップ・レーシング |
| 10 | 5  | ケイシー・メアーズ         | シボレー | ヘンドリック・モータースポーツ       |

予選落ち（雨のため予選取りやめ）： ジョーイ・ロガーノ (#02), スターリング・マーリン (#09), トニー・レインズ (#34).
緑色のドライバーはチェイス進出

## チェイスフォーザスプリントカップ

### シルヴァニア300
| 1  | 16 | グレッグ・ビッフル                   | フォード | ラウシュ・フェンウェイ・レーシング |
| 2  | 48 | ジミー・ジョンソン                   | シボレー | ヘンドリック・モータースポーツ     |
| 3  | 99 | カール・エドワーズ                   | フォード | ラウシュ・フェンウェイ・レーシング |
| 4  | 31 | ジェフ・バートン                     | シボレー | リチャード・チルドレス・レーシング |
| 5  | 88 | デイル・アーンハートJr.              | シボレー | ヘンドリック・モータースポーツ     |
| 6  | 2  | カート・ブッシュ                     | ダッジ   | ペンスキー・レーシング             |
| 7  | 1  | マーティン・トゥーレックス・ジュニア | シボレー | デイル・アーンハート・インク       |
| 8  | 20 | トニー・スチュワート                 | トヨタ   | ジョー・ギブス・レーシング         |
| 9  | 11 | デニー・ハムリン                     | トヨタ   | ジョー・ギブス・レーシング         |
| 10 | 29 | ケヴィン・ハーヴィック               | シボレー | リチャード・チルドレス・レーシング |

予選落ち（雨のため予選取りやめ）： トニー・レインズ (#34) and カール・ロング (#46).

NOTE： The #02 car, which was to have been driven by ジョーイ・ロガーノ was withdrawn as he was entered in the #96 ride.

### キャンピングワールドRV400
| 1  | 16 | グレッグ・ビッフル       | フォード | ラウシュ・フェンウェイ・レーシング   |
| 2  | 17 | マット・ケンゼス         | フォード | ラウシュ・フェンウェイ・レーシング   |
| 3  | 99 | カール・エドワーズ       | フォード | ラウシュ・フェンウェイ・レーシング   |
| 4  | 8  | マーク・マーティン       | シボレー | デイル・アーンハート・インク         |
| 5  | 48 | ジミー・ジョンソン       | シボレー | ヘンドリック・モータースポーツ       |
| 6  | 29 | ケヴィン・ハーヴィック   | シボレー | リチャード・チルドレス・レーシング   |
| 7  | 24 | ジェフ・ゴードン         | シボレー | ヘンドリック・モータースポーツ       |
| 8  | 07 | クリント・ボウヤー       | シボレー | リチャード・チルドレス・レーシング   |
| 9  | 31 | ジェフ・バートン         | シボレー | リチャード・チルドレス・レーシング   |
| 10 | 55 | マイケル・ウォルトリップ | トヨタ   | マイケル・ウォルトリップ・レーシング |

予選落ち： チャド・チャフィン (#34), ジョニー・サウター (#08), スタントン・バレット (#50).

### キャンピングワールドRV400プレゼンテッド・バイ・コールマン
| 1  | 48 | ジミー・ジョンソン     | シボレー | ヘンドリック・モータースポーツ         |
| 2  | 99 | カール・エドワーズ     | フォード | ラウシュ・フェンウェイ・レーシング     |
| 3  | 16 | グレッグ・ビッフル     | フォード | ラウシュ・フェンウェイ・レーシング     |
| 4  | 24 | ジェフ・ゴードン       | シボレー | ヘンドリック・モータースポーツ         |
| 5  | 17 | マット・ケンゼス       | フォード | ラウシュ・フェンウェイ・レーシング     |
| 6  | 29 | ケヴィン・ハーヴィック | シボレー | リチャード・チルドレス・レーシング     |
| 7  | 31 | ジェフ・バートン       | シボレー | リチャード・チルドレス・レーシング     |
| 8  | 6  | デヴィッド・レーガン   | フォード | ラウシュ・フェンウェイ・レーシング     |
| 9  | 84 | A.J.アルメンディンガー | トヨタ   | レッドブル・レーシング                 |
| 10 | 19 | エリオット・サドラー   | ダッジ   | ジレット・エバーナム・モータースポーツ |

予選落ち： マイケル・マクドウェル (#00), ジョニー・サウター (#08).

### AMPエナジー500
| 1  | 20 | トニー・スチュワート | トヨタ   | ジョー・ギブス・レーシング             |
| 2  | 15 | ポール・メナード     | シボレー | デイル・アーンハート・インク           |
| 3  | 6  | デヴィッド・レーガン | フォード | ラウシュ・フェンウェイ・レーシング     |
| 4  | 31 | ジェフ・バートン     | シボレー | リチャード・チルドレス・レーシング     |
| 5  | 07 | クリント・ボウヤー   | シボレー | リチャード・チルドレス・レーシング     |
| 6  | 43 | ボビー・ラボンテ     | ダッジ   | ペティ・エンタープライゼス             |
| 7  | 66 | スコット・リグス     | シボレー | ハースCNCレーシング                    |
| 8  | 7  | ロビー・ゴードン     | ダッジ   | ロビー・ゴードン・モータースポーツ     |
| 9  | 48 | ジミー・ジョンソン   | シボレー | ヘンドリック・モータースポーツ         |
| 10 | 19 | エリオット・サドラー | ダッジ   | ジレット・エバーナム・モータースポーツ |

予選落ち： パトリック・カーペンティア (#10) サム・ホーニッシュJr. (#77). 
NOTE： 1. The #08 car, which was to have been driven by ボリス・セッド, was withdrawn earlier in the week.
2. レースはグリーン・ホワイト・チェッカーのため2ラップ延長

### バンク・オブ・アメリカ500
| 1  | 31 | ジェフ・バートン       | シボレー | リチャード・チルドレス・レーシング     |
| 2  | 9  | ケイシー・ケーン       | ダッジ   | ジレット・エバーナム・モータースポーツ |
| 3  | 2  | カート・ブッシュ       | ダッジ   | ペンスキー・レーシング                 |
| 4  | 18 | カイル・ブッシュ       | トヨタ   | ジョー・ギブス・レーシング             |
| 5  | 26 | ジェイミー・マクマレー | フォード | ラウシュ・フェンウェイ・レーシング     |
| 6  | 48 | ジミー・ジョンソン     | シボレー | ヘンドリック・モータースポーツ         |
| 7  | 16 | グレッグ・ビッフル     | フォード | ラウシュ・フェンウェイ・レーシング     |
| 8  | 24 | ジェフ・ゴードン       | シボレー | ヘンドリック・モータースポーツ         |
| 9  | 8  | マーク・マーティン     | シボレー | デイル・アーンハート・インク           |
| 10 | 6  | デヴィッド・レーガン   | フォード | ラウシュ・フェンウェイ・レーシング     |

予選落ち（雨のため予選取りやめ）： ブラッド・ケセロウスキー (#25), ブライアン・クラウソン (#40),  デリック・コープ (#75), スコット・スピード (#82).

### TUMSクイックパック500
| 1  | 48 | ジミー・ジョンソン                   | シボレー | ヘンドリック・モータースポーツ     |
| 2  | 88 | デイル・アーンハートJr.              | シボレー | ヘンドリック・モータースポーツ     |
| 3  | 99 | カール・エドワーズ                   | フォード | ラウシュ・フェンウェイ・レーシング |
| 4  | 24 | ジェフ・ゴードン                     | シボレー | ヘンドリック・モータースポーツ     |
| 5  | 11 | デニー・ハムリン                     | トヨタ   | ジョー・ギブス・レーシング         |
| 6  | 5  | ケイシー・メアーズ                   | シボレー | ヘンドリック・モータースポーツ     |
| 7  | 29 | ケヴィン・ハーヴィック               | シボレー | リチャード・チルドレス・レーシング |
| 8  | 17 | マット・ケンゼス                     | フォード | ラウシュ・フェンウェイ・レーシング |
| 9  | 07 | クリント・ボウヤー                   | シボレー | リチャード・チルドレス・レーシング |
| 10 | 1  | マーティン・トゥーレックス・ジュニア | シボレー | デイル・アーンハート・インク       |

NOTE： レースはグリーン・ホワイト・チェッカーのため4ラップ延長
予選落ち（雨のため予選取りやめ）： スターリング・マーリン (#09), デリック・コープ (#75).

### ペプボーイズオート500
| 1  | 99 | カール・エドワーズ     | フォード | ラウシュ・フェンウェイ・レーシング |
| 2  | 48 | ジミー・ジョンソン     | シボレー | ヘンドリック・モータースポーツ     |
| 3  | 11 | デニー・ハムリン       | トヨタ   | ジョー・ギブス・レーシング         |
| 4  | 17 | マット・ケンゼス       | フォード | ラウシュ・フェンウェイ・レーシング |
| 5  | 18 | カイル・ブッシュ       | トヨタ   | ジョー・ギブス・レーシング         |
| 6  | 2  | カート・ブッシュ       | ダッジ   | ペンスキー・レーシング             |
| 7  | 26 | ジェイミー・マクマレー | フォード | ラウシュ・フェンウェイ・レーシング |
| 8  | 6  | デヴィッド・レーガン   | フォード | ラウシュ・フェンウェイ・レーシング |
| 9  | 24 | ジェフ・ゴードン       | シボレー | ヘンドリック・モータースポーツ     |
| 10 | 16 | グレッグ・ビッフル     | フォード | ラウシュ・フェンウェイ・レーシング |

予選落ち（雨のため予選取りやめ）： ジョーイ・ロガーノ (#02), ブライアン・クラウソン (#40).

NOTE： The #08 car, which was to have been driven by ジョニー・サウター, was withdrawn earlier in the week.

### ディッキーズ500
| 1  | 99 | カール・エドワーズ                   | フォード | ラウシュ・フェンウェイ・レーシング   |
| 2  | 24 | ジェフ・ゴードン                     | シボレー | ヘンドリック・モータースポーツ       |
| 3  | 26 | ジェイミー・マクマレー               | フォード | ラウシュ・フェンウェイ・レーシング   |
| 4  | 07 | クリント・ボウヤー                   | シボレー | リチャード・チルドレス・レーシング   |
| 5  | 16 | グレッグ・ビッフル                   | フォード | ラウシュ・フェンウェイ・レーシング   |
| 6  | 18 | カイル・ブッシュ                     | トヨタ   | ジョー・ギブス・レーシング           |
| 7  | 29 | ケヴィン・ハーヴィック               | シボレー | リチャード・チルドレス・レーシング   |
| 8  | 1  | マーティン・トゥーレックス・ジュニア | シボレー | デイル・アーンハート・インク         |
| 9  | 17 | マット・ケンゼス                     | フォード | ラウシュ・フェンウェイ・レーシング   |
| 10 | 44 | デヴィッド・リューティマン           | トヨタ   | マイケル・ウォルトリップ・レーシング |

予選落ち： ジョニー・サウター (#08), マックス・パピス (#13), ブライアン・クラウソン (#40), チャド・マカムビー (#45), トニー・レインズ (#70).

### チェッカー・オライリー・オートパーツ500
| 1  | 48 | ジミー・ジョンソン      | シボレー | ヘンドリック・モータースポーツ     |
| 2  | 2  | カート・ブッシュ        | ダッジ   | ペンスキー・レーシング             |
| 3  | 26 | ジェイミー・マクマレー  | フォード | ラウシュ・フェンウェイ・レーシング |
| 4  | 99 | カール・エドワーズ      | フォード | ラウシュ・フェンウェイ・レーシング |
| 5  | 11 | デニー・ハムリン        | トヨタ   | ジョー・ギブス・レーシング         |
| 6  | 88 | デイル・アーンハートJr. | シボレー | ヘンドリック・モータースポーツ     |
| 7  | 29 | ケヴィン・ハーヴィック  | シボレー | リチャード・チルドレス・レーシング |
| 8  | 18 | カイル・ブッシュ        | トヨタ   | ジョー・ギブス・レーシング         |
| 9  | 31 | ジェフ・バートン        | シボレー | リチャード・チルドレス・レーシング |
| 10 | 6  | デヴィッド・レーガン    | フォード | ラウシュ・フェンウェイ・レーシング |

NOTE： レースはグリーン・ホワイト・チェッカーのため1ラップ延長
予選落ち： ジョー・ネメチェク (#78)

### フォード400
| 1  | 99 | カール・エドワーズ                   | フォード | ラウシュ・フェンウェイ・レーシング     |
| 2  | 29 | ケヴィン・ハーヴィック               | シボレー | リチャード・チルドレス・レーシング     |
| 3  | 26 | ジェイミー・マクマレー               | フォード | ラウシュ・フェンウェイ・レーシング     |
| 4  | 24 | ジェフ・ゴードン                     | シボレー | ヘンドリック・モータースポーツ         |
| 5  | 07 | クリント・ボウヤー                   | シボレー | リチャード・チルドレス・レーシング     |
| 6  | 9  | ケイシー・ケーン                     | ダッジ   | ジレット・エバーナム・モータースポーツ |
| 7  | 28 | トラヴィス・クヴァピル               | フォード | イェーツ・モータースポーツ             |
| 8  | 5  | ケイシー・メアーズ                   | シボレー | ヘンドリック・モータースポーツ         |
| 9  | 20 | トニー・スチュワート                 | トヨタ   | ジョー・ギブス・レーシング             |
| 10 | 1  | マーティン・トゥーレックス・ジュニア | シボレー | デイル・アーンハート・インク           |

予選落ち： マックス・パピス (#13) サム・ホーニッシュJr. (#77), ケン・シュレーダー (#96).

## 参照
1. ↑  USA Today: NASCAR changing top series name to Sprint Cup
2. ↑  NASCAR.com: Newman hit with 25-point penalty for Texas infraction